# Batalla de Cerignola
La batalla de Cerignola, que va tenir lloc el 28 d'abril de 1503 va ser un enfrontament bèl·lic entre les tropes franceses i hispàniques, amb victòria de les segones, durant la Segona Guerra de Nàpols, en el que avui és la ciutat de Cerignola (provincia de Foggia, Itàlia), aleshores una petita vila sobre un turó i protegida per un fossat i un talús aixecat per les tropes de la Corona d'Aragó, prop de l'antiga Cannas on Hannibal va véncer als romans el 218 aC. (20km).

## Antecedents
Lluís d'Armagnac, comte de Guisa, duc de Nemours i virrei de Nàpols (des de 1501) comandava les tropes franceses, fonamentalment cavalleria pesant i piquers suïssos, i Gonzalo Fernández de Córdoba, més conegut com el Gran Capità, comandava les tropes de la Corona d'Aragó.

### Exèrcit hispànic
Les forces hispàniques estaven formades majoritàriament per infanteria, composta per arcabussers, ballesters i piquers. La cavalleria era escassa en comparació amb altres exèrcits, i estava formada per cavalleria lleugera i cavalleria pesant. L'artilleria disponible constava d'unes 13 peces disposades en un petit turó que s'alçava després del fossat i el talús (format per la terra extreta al cavar la fossa) que protegien Cerignola.
Els arcabussers, a primera línia, estaven disposats en dos grups d'uns 500 homes cadascun després del talús que seguia al fossat excavat i en diverses trinxeres situades davant de la fossa. Després d'ells, i al centre, s'agrupaven uns 2.500 piquers alemanys. A banda i banda dels piquers s'havien situat dos grups d'uns 2.000 ballesters cadascun. Després d'ells i cap als flancs, es van col·locar els dos grups d'uns 400 elements de cavalleria pesant, comandats per Prospero Colonna i Pedro de Mendoza.
Finalment, al turó en què es trobava l'artilleria, es va situar un grup de 850 homes de la cavalleria lleugera, dirigits per Fabrizio Colonna i Pedro de Pas, tots dos sota comandament immediat del Gran Capità, que tenia des d'allà una visió completa del camp de batalla. La missió de la cavalleria lleugera era evitar que les tropes franceses sorprenguessin a la infanteria del Gran Capità en cas d'aconseguir trencar les defenses i travessar el talús.
Per tant, tot i que Gonzalo Fernández de Córdoba s'enfrontava a forces superiors, havia aconseguit molts avantatges estratègics gràcies a la seva acurada preparació de la batalla, ja que havia ocupat la part alta de Cerignola, i atrinxerat els seus soldats en fossats. A més, la seva artilleria estava més ben situada que la francesa.

### Exèrcit francès
Les forces franceses seguien mantenint un concepte de batalla gairebé feudal, amb preponderància de les càrregues de cavalleria pesant, i amb un alt nombre de mercenaris (en aquest cas suïssos), però, al mateix temps, comptaven amb més artilleria que els espanyols. Aquesta paradoxa seria constant en la primera meitat del segle xvi a tots els exèrcits francesos.
En el cas de Cerignola, les tropes franceses, comandades pel duc de Nemours, s'agrupaven en quatre grans blocs. A l'avantguarda, hi havia la cavalleria pesant, separada en dos grups d'uns 1.000 genets cada un. Es trobava al comandament del mateix duc de Nemours. Després d'ells es van situar 3.000 piquers mercenaris suïssos, comandats per Chadieu. Immediatament després, en un altre gran grup de 3.000 homes, es va situar la infanteria gascona. Al capdavant de la infanteria es van situar les 26 peces d'artilleria que disposaven. Finalment, la cavalleria lleugera, comandada per Yves d'Allegre, esperava orientada cap al flanc esquerre en el sentit d'avanç de les tropes.

## Batalla
Una de les característiques més sorprenents de la batalla, va ser l'extrema rapidesa amb què es va desenvolupar. Des de la primera càrrega francesa fins a la rendició va transcórrer una hora.
El Gran Capità, coneixedor de l'entusiasme dels francesos per les càrregues de cavalleria, va idear un estratagema que consistia a provocar una càrrega i atreure la cavalleria francesa fins a l'abast de l'artilleria i els arcabussers espanyols, per provocar des del primer moment a l'enemic el més gran dany possible amb el menor cost. D'aquesta manera, quan la tarda començava a caure, la cavalleria espanyola va sortir a camp obert i va simular una càrrega contra els francesos.
Després d'una breu escaramussa, els espanyols van fingir la retirada, perseguits per la cavalleria pesant francesa, que abans d'arribar al fossat i el talús, es va trobar inesperadament amb les trinxeres d'avantguarda on s'amagaven part dels arcabussers, que immediatament van obrir foc, com va fer també l'artilleria. Això va provocar un retrocés momentani de la cavalleria francesa, que es va llançar llavors en paral·lel al talús i cap a l'esquerra, tractant de buscar una via d'entrada als parapets del flanc dret espanyol. Durant aquest recorregut, la cavalleria francesa va ser destrossada pel foc dels arcabussers espanyols, que va matar també al duc de Nemours.
Tot l'exèrcit francès es va llançar llavors a la batalla, emplaçant la seva artilleria a l'avantguarda de la infanteria, i disposant els tres grans blocs restants en posició diagonal respecte al fossat i al talús que protegien a les tropes de la Corona d'Aragó.
En plena batalla, l'artilleria espanyola va quedar inutilitzada a l'explotar accidentalment tota la pólvora.
La infanteria francesa va entaular combat llavors amb les tropes de la Corona d'Aragó, però van ser delmats pel foc incessant dels arcabussers. El cap dels piquers suïssos, Chadieu, va caure també mort. Quan la proximitat de la infanteria francesa va ser massa perillosa per als arcabussers, el general espanyol els va ordenar retirar-se a la vegada que ordenava avançar als piquers alemanys, que es van enfrontar en combat tancat als suïssos i gascons i finalment els van rebutjar.
Per acabar, i davant el desastre francès, el Gran Capità va ordenar a totes les seves tropes que abandonessin les posicions defensives i llançar-se a l'atac. La infanteria francesa va ser envoltada llavors pels ballesters, arcabussers i per la cavalleria pesant del Gran Capità, patint un gran nombre de baixes. La cavalleria lleugera espanyola es va llançar al seu torn contra la cavalleria lleugera francesa, al comandament d'Yves d'Allegre, que es va veure obligat a fugir. Davant d'aquesta circumstància, la cavalleria lleugera també va carregar contra la infanteria francesa, i llavors les tropes franceses van acabar per rendir-se.

## Conseqüències
La derrota francesa a Cerignola, juntament amb la Batalla de Seminara que havia tingut lloc la setmana anterior, en què les tropes de la Corona d'Aragó comandades per Fernando de Andrade i Hug de Cardona havien vençut a l'exèrcit francès de Bérault Stuart d'Aubigny a Calàbria, va suposar un gir a la situació de la guerra a Nàpols: a partir d'aquell moment serien les forces espanyoles les que prenguessin la iniciativa en el transcurs de la guerra, fent retrocedir els francesos cap al nord, acabant amb la batalla de Garigliano (1503).
Des del punt de vista militar va suposar una revolució en les tàctiques de batalla, i establiria algunes de les bases de la guerra moderna. Per primera vegada en la història, una infanteria proveïda d'arcabussos va aconseguir derrotar la cavalleria en camp obert. La batalla de Cerignola marca l'inici de l'era de la infanteria, que es mantindria com la força preponderant en qualsevol exèrcit europeu durant més de quatre segles, fins ben entrada la Primera Guerra Mundial.
A més a més, el Gran Capità va demostrar una vegada més que un exèrcit format per unitats més petites i independents proporcionava una mobilitat que suposava un avantatge determinant en batalla al costat dels exèrcits agrupats en blocs més nombrosos, com el comandat en aquella ocasió pel duc de Nemours. Tot i que fins llavors els exèrcits espanyols, com els de les altres potències europees, estaven basats en l'ús massiu de la cavalleria, aquesta nova infanteria estava estructurada en unitats creades pel Gran Capità i anomenades 'coronelias' que, una vegada provada la seva gran eficàcia en batalla, serien la llavor dels cèlebres terços durant les dècades següents.